# Waldhausen im Strudengau
Waldhausen im Strudengau je městys v Horních Rakousích na břehu Dunaje, asi 60 km jižně od českých hranic (Stodůlecký vrch, Jižní Čechy). Žije zde přibližně 2 900 obyvatel.

## Historie
Území bylo od 8. století osídleno kmeny Ostarrichů a Slovanů. Založení obce je spojeno s kolonizací pustého zalesněného území, do kterého majitel zdejšího hradu Machlandu Otto z Machlandu a jeho manželka  Jutta z Peilsteinu uvedli roku 1141 kanovníky řádu augustiniánů. Klášter byl rozšířen v době barokní a zrušen roku 1782 Josefem II. Titíž zakladatelé o rok později založili klášter cisterciáků v Baumgartenbergu.